# Priska Thuring
Priska Thuring ist eine Köchin. Geboren ist sie in der Schweiz, aufgewachsen in Kanada. In Kroatien zählt sie zu den einflussreichsten Köchinnen des Landes. Sie war acht Jahre lang Chefköchin des Hotels Lone in Rovinj. 

## Leben
Als sie vier Jahre alt war, wanderte ihre Familie nach Kanada aus. Mit 18 Jahren kehrte sie in die Schweiz zurück, um ihre Ausbildung zur Köchin im Dolder Grand in Zürich aufzunehmen. Hier lernte sie auch ihren Ehemann Tomislav Greti kennen. Sie war acht Jahre lang Chefköchin des Hotels Lone in Rovinj. Im Jahr 2015 trat Priska Thuring dem Team des Restaurants Dubravkin Put in Zagreb bei.
Der kroatische Restaurantführer «Dobri restorani» zeichnete Thurings Küche im Restaurant Dubravkin Put im Jahr 2016 als bestes Restaurant in der kroatischen Hauptstadt Zagreb aus und 2017 als Nummer 2 in Kroatien.